# Семёнова, Леда Александровна
Леда Александровна Семёнова (род. 25 июня 1939, Ленинград, РСФСР, СССР) — советский и российский монтажёр фильмов. Заслуженный работник культуры Российской Федерации (1997).

## Биография
Леда Александровна Семёнова родилась 25 июня 1939 года в городе Ленинграде.
В 1967 году закончила филологический факультет Ленинградский ордена Ленина государственный университет имени А. А. Жданова
С 1969 года работает на киностудии «Ленфильм» ассистентом монтажера и монтажером. С 1983 года работает с Александром Сокуровым. Смонтировала для Алексея Германа «Проверку на дорогах» и картину «Мой друг Иван Лапшин». Была монтажёром на фильме Владимира Бортко «Собачье сердце».
Всего на счету Л. А. Семёновой более тридцати картин.

## Фильмография
1. 1973 — Исполняющий обязанности  (Режиссёр-постановщик: Ирина Поволоцкая)
2. 1976 — Небесные ласточки  (ТВ) (Режиссёр-постановщик: Леонид Квинихидзе)
3. 1984 — Мой друг Иван Лапшин  (Режиссёр-постановщик: Алексей Герман)
4. 1985 — Проверка на дорогах  (Режиссёр-постановщик: Алексей Герман)
5. 1986 — Скорбное бесчувствие  (Режиссёр-постановщик: Александр Сокуров)
6. 1987 — Ампир  (короткометражный) (Режиссёр-постановщик: Александр Сокуров)
7. 1987 — Одинокий голос человека  (совместно с А. Беспаловой) (Режиссёр-постановщик: Александр Сокуров)
8. 1988 — Дни затмения  (Режиссёр-постановщик: Александр Сокуров)
9. 1988 — Мария  (документальный) (короткометражный) (Режиссёр-постановщик: Александр Сокуров)
10. 1988 — Собачье сердце  (ТВ) (Режиссёр-постановщик: Владимир Бортко)
11. 1989 — Петербургская элегия  (документальный) (короткометражный) (Режиссёр-постановщик: Александр Сокуров)
12. 1989 — Спаси и сохрани  (Режиссёр-постановщик: Александр Сокуров)
13. 1990 — К событиям в Закавказье  (Киножурнал «Ленинградская кинохроника» № 5. Спецвыпуск) (Режиссёр-постановщик: Александр Сокуров)
14. 1991 — Австрийское поле  (Режиссёр-постановщик: Андрей Черных)
15. 1992, 2010 — Камень  (Режиссёр-постановщик: Александр Сокуров)
16. 1993 — Тихие страницы  (Режиссёр-постановщик: Александр Сокуров)
17. 1995 — И увидел во сне  (Режиссёр-постановщик: Лейла Аранышева)
18. 1996 — Робер. Счастливая жизнь  (документальный) (короткометражный) (Режиссёр-постановщик: Александр Сокуров)
19. 1997 — Сильна, как смерть, любовь  (Режиссёр-постановщик: Андрей Некрасов)
20. 1997 — Смиренная жизнь  (документальный) (Режиссёр-постановщик: Александр Сокуров)
21. 1997 — Цирк сгорел, и клоуны разбежались  (Режиссёр-постановщик: Владимир Бортко)
22. 1999 — Молох  (Режиссёр-постановщик: Александр Сокуров)
23. 2000 — Телец  (Режиссёр-постановщик: Александр Сокуров)
24. 2001 — Мать и сын  (Россия/Германия) (Режиссёр-постановщик: Александр Сокуров)
25. 2002 — Русский ковчег  (Россия/Германия) (Режиссёр-постановщик: Александр Сокуров)
26. 2004 — Именины  (Режиссёр-постановщик: Валерий Наумов, Андрей Черных)
27. 2004 — Пакостник  (Режиссёр-постановщик: Татьяна Деткина)
28. 2005 — Мастер и Маргарита  (ТВ) (Режиссёр-постановщик: Владимир Бортко)
29. 2007 — Варварины Свадьбы  (Режиссёр-постановщик: Светлана Шиманюк)
30. 2011 — Пётр Первый. Завещание  (Режиссёр-постановщик: Владимир Бортко)